# Cắt đá phiến
Accipiter luteoschistaceus là một loài chim trong họ Accipitridae.